# Sous le joug
Sous le joug (en bulgare : Под игото) est un roman historique écrit par l’écrivain bulgare Ivan Vazov (1850 - 1921). Il s'agit, en outre, du premier grand roman national écrit par un auteur bulgare . L'ouvrage a été rédigé en 1888 par Vazov, alors en exil à Odessa (à l'époque dans l'Empire russe), puis transporté en Bulgarie par la voie de la valise diplomatique impériale russe. 
« Publié d'abord dans les trois premiers volumes du Glossaire de folklore, science et lettres (Сборникъ за Народни Умотворения, Наука и Книжнина) (1889 - 1890), il est traduit en anglais en 1894 avant même son édition séparée en Bulgarie et suscite l'intérêt des lecteurs anglais » .
Le roman, considéré comme l'équivalent bulgare de Guerre et Paix de Léon Tolstoï, a valu à Ivan Vazov d’être surnommé « le patriarche de la littérature bulgare » . Imprégné de littérature française, il dira lui-même : « Lorsque j'ai entrepris d’écrire mon roman, à Odessa, j'avais l’idée de composer quelque chose de semblable aux Misérables de Victor Hugo » . 
Sous le joug est également « une des œuvres les plus traduites de la littérature bulgare », publié dans plus de trente langues et comptant de nombreuses rééditions et retraductions . La première version française a été publiée à Paris en 1897. 

## Présentation de l'œuvre
L'action se situe en Bulgarie, dans les années 1870, à la veille de l' insurrection nationale (1876) qui va conduire à la Guerre russo-turque de 1877-1878 et à la libération de la Bulgarie de l'occupation qu'exerçait l'Empire ottoman depuis près de cinq siècles. Le roman - bien qu'œuvre de fiction - s'inspire étroitement des faits historiques survenus à l'époque.
La tranquillité d'un village bulgare, sous le joug ottoman n'est qu'apparente. En réalité, la population se prépare activement à se soulever contre l'occupant. Les gens éduqués désirent vivement le changement qui leur permettrait de retrouver leur liberté. Leur enthousiasme est énorme mais la réussite de l'insurrection est au-delà de leurs faibles forces. L'armée ottomane va écraser la révolte et la noyer dans le sang. Des tueries massives provoqueront l'indignation de l' Europe et l'intervention armée de la Russie contre l'Empire ottoman permettra à la Bulgarie de redevenir un État autonome.

## Personnages
- Ivan Kralich (Иван Краличът) / Boïtcho Ognianov (Бойчо Огнянов) : révolutionnaire bulgare en lutte contre l'Empire ottoman, Ivan Kralich réussit à s’échapper de la forteresse où il était enfermé à Diyarbakır, en Anatolie et à revenir en Bulgarie, dans la petite ville de Bela Cherkva (Бяла черква, L'église blanche) [5]. En s’intégrant progressivement à la population locale, et sous le nom d'emprunt de Boïtcho Ognianov, il veut réaliser son objectif qui est de mener à une insurrection nationale et de libérer la Bulgarie de la domination turque. Le soulèvement a lieu, entraînant dans une mort tragique les principaux chefs de l'insurrection.

- Rada Gozpojina (Рада Госпожина), orpheline depuis sa plus jeune enfance, est éduquée comme novice au couvent de Bela Cherkva, sous la direction despotique de Sœur Hajji Rovoama (Госпожа Хаджи Ровоама). Elle est institutrice à l’école du village, lorsqu'elle rencontre Boïtcho Ognianov. L'amour déclaré d' Ognianov qui lui a par ailleurs révélé son activité rebelle, décide la jeune fille à quitter son village pour la ville voisine de Klissoura où elle finit par le retrouver.

À la fin du roman, Rada et Boïtcho meurent héroïquement dans un dernier combat contre les Turcs.

## Éditions françaises
- Ivan Vazov, Sous le joug turc (Pod igoto) - Roman de la vie des Bulgares à la veille de leur libération (trad. V. Andreev, préf. Louis Léger - Professeur au Collège de France), Imprimerie Henri Jouve, Paris, 1897
- Ivan Vazov, Sous le joug (trad. Stoian Tsonev, Sonia Pentcheva et Violeta Ionova,  introd. André Mazon), Club bibliophile de France, Paris, 1957 (en deux volumes)
- Ivan Vazov, Sous le joug (trad. Roger Bernard, Nadia Christophorov), Publications Orientalistes de France, Paris, 1976
- Ivan Vazov, Sous le joug (trad. Marie Vrinat-Nikolov), Fayard, Paris, 2007

## Adaptations au cinéma
Le roman d'Ivan Vazov a fait l'objet de deux adaptations au cinéma :
- 1952 : Sous le Joug (Под игото) de Dako Dakovski [6]. Sylvie Vartan, alors âgée de sept ans, joue dans ce film le rôle d'une jeune écolière soumise à une interrogation au fort enjeu patriotique lors d'un examen public de fin d’année [7].
- 1990 : Sous le Joug (Под игото) de Yanko Yankov. Production en neuf épisodes pour la télévision bulgare [8].